# Mors (mythologie)
Dans la Rome ancienne Mors (également désigné Letus, même si Hygin semble les distinguer) est la personnification de la mort, l'équivalent de Thanatos chez les Grecs.

## Attribution
L'objet transneptunien (341520) Mors-Somnus, a été baptisé en référence à cette divinité, associée à Somnus.